# .357マグナム弾
.357 S&W マグナム（英語: .357 S&W Magnum）（9x33mmR）あるいは、単に.357マグナムは、リボルバーカートリッジとして、エルマー・キース、フィリップ・B・シャープ（Phillip B. Sharpe）、銃器メーカーであるスミス&ウェッソンのダニエル・B・ウェッソン、そしてウィンチェスター・リピーティングアームズによって作られた。スミス&ウェッソンの.38スペシャル弾がもとになっている。.357マグナム弾薬は1934年に発表され、次第に広く使われるようになった。この弾薬によって、拳銃弾のマグナム弾の時代が始まった。.357マグナム弾薬は、優れたストッピングパワーを持つことで知られている。

## 設計

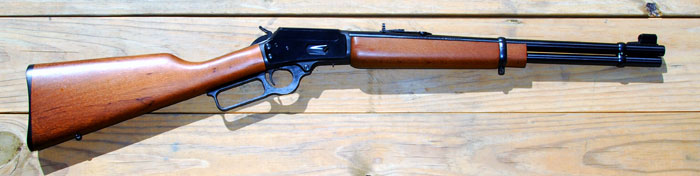
マーリン M1894C .357マグナム。リボルバーのコンパニオン・カービン。

.357マグナムは1930年代の初めから中盤にかけて、コルト.38スーパー弾に直接反応した個人のグループによって共同開発された。当時.38スーパー・オートマチックは、銃撃戦の盾としての自動車や、第一次世界大戦後の「ギャング時代（en:Social issues of the 1920sも参照）」に出現し始めた初期のボディーアーマーを貫通できる唯一の拳銃弾だった。当時のテストでは、これらのボディーアーマーは、速度が約1,000 ft/s (300 m/s)を上回る拳銃弾ならば貫通できることが判明していた。コルト.38スーパー・オートマチックは、この速度をわずかに上回っていたので、自動車のドアや、酒の密造業者（en:bootleggers）やギャングが着用していたボディーアーマーを貫通することが出来た。
.38と.357は異なる口径のように見えるが、実際には、同じ0.357インチ (9.1 mm)が.38スペシャルの弾頭の正しい直径である。.38スペシャルという用語は、（.38ショートコルト弾のような）以前使われていた"heeled"（en:heeled bullet）弾に由来する。これは、薬莢と弾頭が同じ直径である。したがって、これら二つの弾薬の外見上の差は、長さがわずかに違うだけである。これは、単に、下で説明するような安全上の理由による。
.357マグナムの初期の開発の功績の多くは、狩猟家であり実験家でもあったエルマー・キースに帰せられる。キースの初期の仕事は、.38スペシャル弾をより高い圧力になるようにロードすることで、スミス&ウェッソンの.38-44「ヘビー・デューティー」や「アウトドアーズマン」のような、標的射撃用の重い44口径のフレームを用いた.38口径リボルバーのおかげで可能になった。.38-44 HV ロードは、通常の.38スペシャル弾薬よりも大幅に高速になるように.38スペシャル弾薬にロードしたものである。.38-44リボルバーは、.44スペシャル弾を使う銃の、銃身とシリンダーを.357口径（つまり、.38スペシャル弾の本当の直径）にしたものである。フレーム、シリンダー、および銃身が、通常の.38スペシャル用の部品よりかなり頑丈なので、より高い圧力に耐えることが出来る。.38-44 HV 弾薬はすでに入手できないが、ほとんどの場合、後の.357マグナムに匹敵する、通常の.38スペシャルの二倍以上の圧力を発揮した。.357マグナムは、以前の弾薬の安全性の問題に配慮して、約1⁄8インチ (3.2 mm)薬莢を延長し、高い圧力の.357マグナム弾薬が、より短く低い圧力の.38弾薬用に設計された銃に装填できないようにしている。エルマー・キースは、また、弾頭の薬莢の外に出ている部分を増加させ、それによって薬莢内部の発射薬を装填する空間を広げた「キース・スタイル弾」に貢献した。キース弾は、また、大きく平たい平頭弾を採用したので、より大きな殺傷力を発揮するために、エネルギーを効率よく伝達できた。同時に、この弾頭の形状はホローポイント弾のように凹んだ形ではなかったので、貫通力も高かった。このような特徴によって、キース弾は標的射撃だけでなく、狩猟にも非常に適していた。
法執行機関に対する銃器の提供者として再び首位に立つために、スミス&ウェッソンはD.B.ウエッソン大佐の主導で社内の努力を結集し、また、全米ライフル協会の技術部門のスタッフだったフィリップ・B・シャープの技術的な助言を仰いで、.357マグナムを開発した。新しい弾薬はスミス&ウェッソンの既存の.38スペシャル弾薬をもとに開発された。これは異なる発射薬を装填しており、最終的に薬莢は1/8インチ（0.125インチ (3.2 mm)）延長された。ケースの延長は、薬量を増やすためではなく、安全上の問題からである。.38スペシャルと、キースによってロードされた初期の実験的な.357弾薬の物理的な寸法は同じだったので、実験的な.357マグナム弾薬を.38スペシャルのリボルバーに装填することが可能で、これは悲惨な結果を招くおそれがあった。スミス&ウェッソンの解決方法は、薬莢を延長することで、これによってマグナム用の発射薬をロードした弾薬は、その大きな圧力で使うために設計されていないリボルバーに装填できないようになった。
.357マグナム弾薬用の弾頭としては、開発中に様々な候補が上がった。スミス&ウェッソンにおける開発中に、オリジナルのキース弾は少し変更され、シャープ（Sharpe）弾のような形になった。それ自身はキース弾をもとにしていたが、キース弾の5/6の座面を持っていた。キース弾は通常はオーバーサイズで作られ、後から小さくされた。しかし、ウィンチェスターは、弾薬の開発中に実験を重ね、シャープ弾の形状を、弾頭の輪郭を保ったまま、少し変更した。最終的な弾頭は、キースとシャープの弾頭をもとにしていたが、どちらとも少し異なるものになった。

## 性能
この弾薬は、多くの人々によって、優れた護身用の弾薬とみなされている。ホローポイント弾は、拳銃弾におけるストッピングパワーの究極の基準として高く評価され、「きわめて信頼できる一撃必殺の弾薬（extremely reliable one shot stopper）」と評価されている。ただし、有蹄類やクマなどの大物は、人間よりもかなり頑丈な体格を持っているので、.500S&W弾、.50アクションエクスプレス弾、.44マグナム弾、.454カスール弾、.41マグナム弾などの、より大きなマグナム弾を使った方が良い。しかし、.357マグナムは、小型から中型の獲物に対しては適している。また、正しいロード（140グレーン (9.1 g)以上の重さのホローポイント弾か、ソリッドなセミワッドカッター弾）を優秀な射手が注意深く用いれば、適切な距離では、鹿を倒すこともできる。さらに、.357マグナムの100ヤード (91 m)の距離における速度は、もとの.38スペシャルの銃口の速度よりも速い。獲物に対するストッピング・パワーは.45ロング・コルト弾とほぼ同じだが、より平らな弾道を持っている。.357マグナムは非常に汎用性に富んだ弾薬で、護身、プリンキング、狩猟、標的射撃などの分野で成功している。
.357マグナムのリボルバーは、.357マグナムより安価で、リコイル、銃声、およびマズルフラッシュが小さい.38スペシャル弾薬を発射できるという点で、非常に便利である。この特徴によって、.357マグナム・リボルバーは、通常の.357マグナムを撃ったことはないが、より威力が低い練習用の銃を購入したくはない初心者には、理想的な銃である。
.357マグナムは、西部開拓時代のレバーアクション・ライフルのような短くて軽いライフルに使う「二つの用途（dual use）」の弾薬としても人気になった。ライフルの場合、.357マグナム弾は銃口初速1,800 ft/s (550 m/s)まで加速されるので、.30カービン弾や.32-20ウィンチェスター弾よりもはるかに汎用性に富んでいる。1930年代、鋼板を入れたボディーアーマーに対して非常に有効であることが判明し、金属貫通弾はハイウェイ・パトロールなどの警察組織で一時流行した。.357マグナム・リボルバーは、警察用としては、ほとんどが現代の装弾数の多い自動拳銃に置き換えられたが、バックアップ用に、市民の護身や狩猟用に、また、野外活動家（outdoorsman）や警備員の間で、今でも非常に人気がある。
.357マグナム弾薬のいくつかについて、一般的な性能をあらわすパラメータのいくつかを下の表に示す。
弾頭の重さは、110 - 180グレーン (7.1 - 11.7 g)が一般的である。125グレインの JHP（ジャケッテッド・ホロー・ポイント） は護身用に人気があり、それより重いものは狩猟によく用いられる。用途とリスク評価に応じて、初活力は400から700 ft·lbf (540から950 J)、貫通力は9インチ (23 cm)から27インチ (69 cm)以上の弾薬が入手可能である。
| メーカー          | 弾薬                      | 弾頭重量             | 速度                 | エネルギー         | エキスパンション    | 貫通力                | PC                 | TSC                        |
| ----------------- | ------------------------- | -------------------- | -------------------- | ------------------ | ------------------- | --------------------- | ------------------ | -------------------------- |
| American          | Quik-Shok JHP             | 125グレーン (8.1 g)  | 1,409 ft/s (429 m/s) | 551 ft•lbf (747 J) | 破片                | 9.0インチ (23 cm)     | 2.7 in3 (44.2 cm3) | 47.5 in3 (778 cm3)         |
| ATOMIC Ammunition | Bonded Match Hollow Point | 158グレーン (10.2 g) | 1,350 ft/s (410 m/s) | 640 ft•lbf (868 J) | 0.71インチ (18 mm)  | 15インチ (38 cm)      | X                  | X                          |
| Double Tap        | Gold Dot JHP              | 125グレーン (8.1 g)  | 1,600 ft/s (490 m/s) | 711 ft•lbf (964 J) | 0.69インチ (18 mm)  | 12.75インチ (32.4 cm) | 4.8 in3 (78.7 cm3) | 69.3 in3 (1137 cm3) (概算) |
| Federal           | Classic JHP               | 125グレーン (8.1 g)  | 1,450 ft/s (440 m/s) | 584 ft•lbf (792 J) | 0.65インチ (17 mm)  | 12.0インチ (30 cm)    | 4.0 in3 (65.5 cm3) | 79.8 in3 (1300 cm3)        |
| Remington         | Golden Saber JHP          | 125グレーン (8.1 g)  | 1,220 ft/s (370 m/s) | 413 ft•lbf (560 J) | 0.60インチ (15 mm)  | 13.0インチ (33 cm)    | 3.7 in3 (60.6 cm3) | 30.4 in3 (498 cm3)         |
| Remington         | Semiwadcutter             | 158グレーン (10.2 g) | 1,235 ft/s (376 m/s) | 535 ft•lbf (725 J) | 0.36インチ (9.1 mm) | 27.5インチ (70 cm)    | 2.8 in3 (45.9 cm3) | 12.9 in3 (211 cm3)         |
| Winchester        | Silvertip JHP             | 145グレーン (9.4 g)  | 1,290 ft/s (390 m/s) | 536 ft•lbf (727 J) | 0.65インチ (17 mm)  | 14.3インチ (36 cm)    | 4.7 in3 (77.0 cm3) | 33.7 in3 (552 cm3)         |

注)
エキスパンション – （着弾して）拡がった弾頭の直径（バリスティック・ゼラチン） 
貫通力  – 貫通する深さ（バリスティック・ゼラチン） 
PC (permanent cavity volume) – 永続的な空洞の容積（バリスティック・ゼラチン、FBI方式） 
TSC (temporary stretch cavity volume) – 一時的な空洞の容積（バリスティック・ゼラチン）

## 比較

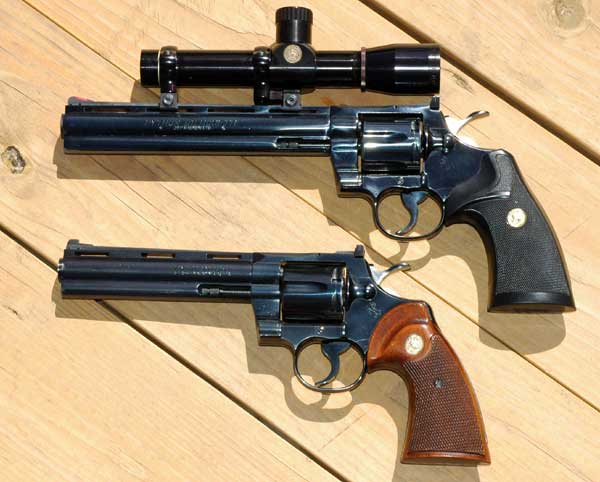
コルト・パイソン8 in銃身と6 in銃身

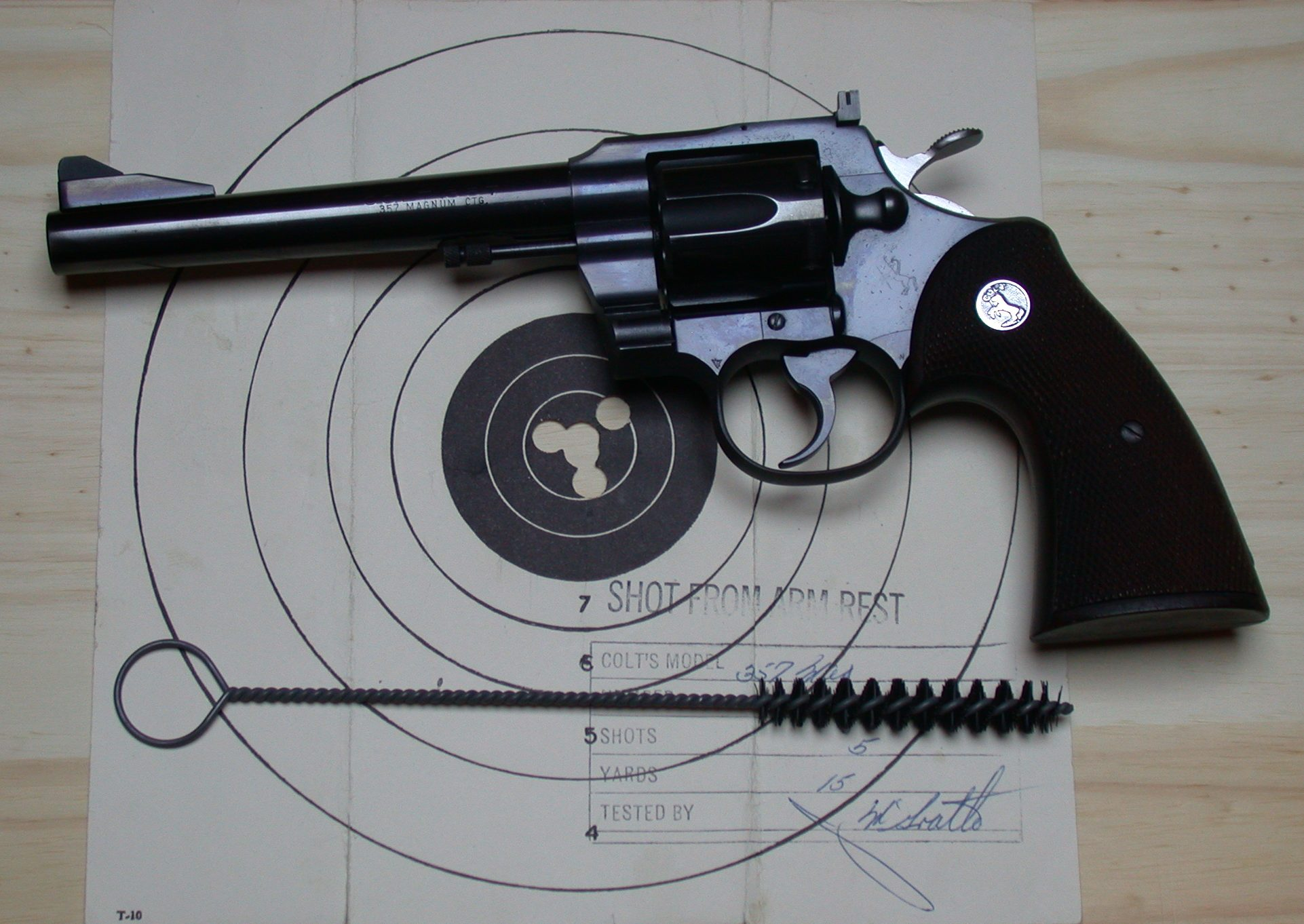
コルト "357" マグナム 1956年製造

.357マグナムの直接の競合相手は、自動拳銃用に設計された.38スーパー弾である。この二つの弾薬の弾道特性は非常に似ている。しかし、.357マグナムは通常はリボルバーの口径であり、リボルバーは通常の自動拳銃の銃身よりも長い銃身にすることができるので、そのようなリボルバーから発射された.357マグナム弾薬は、より良い性能を発揮することができる。
精度の面では、.357マグナム弾は精密射撃において、最低でも、その基準となる.38スペシャル・ワッドカッター弾と同じ潜在能力を持っている。
良い.357マグナム・リボルバーは、.38スペシャル・ワッドカッター弾を発射しても、良好な結果を得られる。このような精度と威力、それに、より安価で扱いやすい.38スペシャル弾薬を使える汎用性によって、.357マグナム・リボルバーは、20ヤード (18 m)の精密射撃から長距離のフォーリング・プレート（en:The Bianchi Cup#Factも参照）まで、様々な練習に使うのに非常に適している。また、ハンドロードにも適しており、これは経済的なのでよくおこなわれる。
これまで述べた通り、.357マグナムは.38スペシャルをもとに開発された。これが可能だったのは、.38スペシャルがもともと黒色火薬を使っていたので、同じ弾頭で同じ速度を発揮させるには、より効率的な無煙火薬の2倍から5倍が必要だったからである。つまり、.38スペシャルは薬莢が比較的大きかった。9x19mmパラベラム弾は、同じ年(1902年)に発表されたが、最初から無煙火薬を使い、高い圧力(最大39,200psi)になるように設計されていた。したがって、.38スペシャルよりかなり大きなエネルギーを発揮するが、その反面、薬莢の容量は1/2以下しかない。ほとんどの9mmパラベラムの火薬は、弾頭の底面までいっぱいにロードされており、圧縮されているものさえある。 多くの.38スペシャルは同じ火薬を使っており、同じような量がロードされているが、薬莢が大きいので、薬莢のほぼ半分にしかならない。速燃性の火薬を用いた標的射撃用のライト・ロードは、薬莢の1/8しかロードされていないこともある。遅燃性の火薬をいっぱいにロードすると、より大きな威力が得られるが、同時に圧力も高くなる。これは、古くて小さなフレームの.38スペシャル・リボルバーに対しては、かなり高すぎる。このような高圧と高威力に耐えられるように、より長い.357マグナム弾と、それを扱うためのより頑丈なリボルバーが、一緒に開発されたのである。

## 別名
- .357 Mag
- .357 S&W Magnum
- 9x33mmR (ヨーロッパ式)